# Burgart-Presse

Matthias Biskupek, Schwarz angesagt, 1989

Die Burgart-Presse war von 1990 bis 2023 ein bibliophiler deutschsprachiger Verlag mit Sitz in Rudolstadt, Thüringen.

## Geschichte

Walter Jens, Die Offenbarung des Johannes, 1991

Der Verlag wurde im Februar 1990 vom Museologen und Historiker Jens Henkel gegründet. Vorausgegangen waren bis 1989 Editionen für die Pirckheimer-Gesellschaft und für die Galerie Oben Karl-Marx-Stadt. Eine private Verlagsgründung war in der DDR nicht möglich. Der Titel von Matthias Biskupek Schwarz angesagt mit Originalholzstichen von Karl-Georg Hirsch erhielt 1989 die Auszeichnung als „Schönstes Buch der DDR“.

Steffen Volmer, Tragen, 1996

Zum Gründungsteam gehörten ab 1990 Ludwig Vater (Einband), Winfried Henkel (Grafikdruck) sowie Alexandra und Johannes Gentsch (Buchdruck Hahndruck Kranichfeld). Das Verlagsprogramm konzentrierte sich auf Erstveröffentlichungen zeitgenössischer Autoren und Künstler. Die Einbeziehung von Originalgrafik und der Buchdruck im Bleisatz ließen lediglich limitierte Editionen in einer Auflage von 50 bis 200 Exemplaren zu. In den über drei Jahrzehnten seines Bestehens erschienen 150 Editionen. Jens Henkel beendete 2023 seine Verlagstätigkeit. Alle Pressendrucke und die Verlagsdokumentation gelangten 2022 in den Sammlungsbestand der Herzogin-Anna-Amalia-Bibliothek Weimar.
Zu den Autoren gehörten u. a. Matthias Biskupek, Nick Cave, Heinz Czechowski, Adolf Endler, Tanaquil und Hans Magnus Enzensberger, Franzobel, Harald Gerlach, Kerstin Hensel, Walter Jens, Annerose Kirchner, Wulf Kirsten, Friederike Mayröcker, Christa Wolf und Michael Wüstefeld. Eine enge Zusammenarbeit verband den Verlag mit den Künstlern Felix M. Furtwängler, Karl-Georg Hirsch, Helge Leiberg, Alfred T. Mörstedt, Michael Morgner, Olaf und Carsten Nicolai, Walter Sachs, Klaus Süß, Max Uhlig, Kay Voigtmann, Steffen Volmer, Claus Weidensdorfer, Werner Wittig u. a.

## Verlagsreihen
- Reflexionen, 10 Bände, 1985–1997 (gemeinsam mit der Galerie Oben Chemnitz)

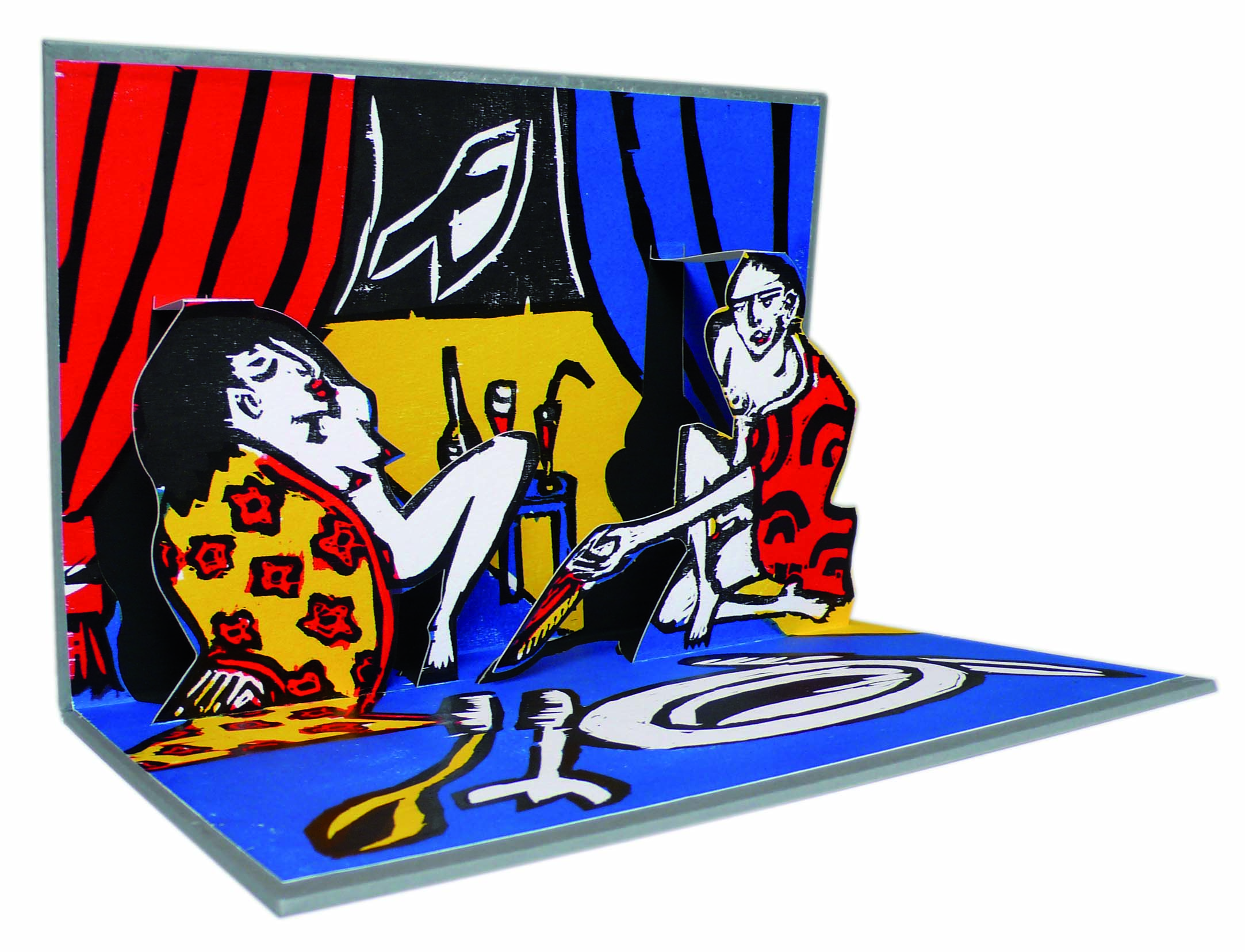
Klaus Süß, Wollust (Die sieben Todsünden), 2011

- Klaus Süß, Wollust (Die sieben Todsünden), 2011Bibliographische Drucke, 1991–2009 (Werkverzeichnisse von Karl Rössing, Gertrud Caspari, Karl-Georg Hirsch, Hans-Alexander Müller, Werner Klemke, Fritz Kredel und Egbert Herfurth)
- Zwiefalt, 10 Einblattdrucke, 1995–1997 (gemeinsam mit dem LiteraturBüro Thüringen)Steffen Volmer: burgart, 2011

Steffen Volmer: burgart, 2011

- Edition René Char, 10 Einblattdrucke, 1999–2004 (gemeinsam mit Eric T. Langer), Teilauflage für Büchergilde Gutenberg
- Die zehn Gebote, 10 Leporelli, 2005–2009
- Die sieben Todsünden, 7 Pop-up-Bücher, 2011–2014
- Dreierlei, 10 Bände, 2015 (gemeinsam mit der Literarischen Gesellschaft Thüringen)

## Auszeichnungen
- 1989 Goldmedaille der Internationalen Buchkunstausstellung Leipzig (IBA) für den Titel von Matthias Biskupek Schwarz angesagt mit Originalholzstichen von Karl-Georg Hirsch
- 1994 2. Preis beim internationalen „Walter-Tiemann-Wettbewerb“ Leipzig für den Titel von Kerstin Hensel Kahlkuss mit Originalholzstichen von Karl-Georg Hirsch
- 1996 Auszeichnung des Buches Tragen von Steffen Volmer als Schönstes deutsches Buch

## Ausstellungen (Auswahl)
- Teilnahme an der Frankfurter Buchmesse von 1990 bis 2012 sowie an der Leipziger Buchmesse von 1992 bis 2018.
- Klaus Süß, Kholomudomo, 1997Frank Müller, ZEITZONE, 20031992 Galerie im Stadthaus Jena
- 1993 Schloss Burgk (mit Katalog)

Klaus Süß, Kholomudomo, 1997

Frank Müller, ZEITZONE, 2003

- 1999 Ausstellungshalle des Neuen Rathauses Bayreuth
- 1999 Klingspor-Museum Offenbach
- 2001 Sächsische Akademie der Künste Dresden
- 2005 Johannes a Lasco Bibliothek Emden
- 2010 Vertretung des Freistaates Thüringen Berlin und im Museum Otto Schäfer Schweinfurt
- 2014 Saarländische Universitäts- und Landesbibliothek Saarbrücken

## Bücher in öffentlichen Sammlungen (Auswahl)
- Deutsche Staatsbibliothek zu Berlin
- Sächsische Landesbibliothek Dresden
- Matthias Biskupek, Farbenblond, Zeichnungen von Kay Voigtmann, 2007Johannes a Lasco Bibliothek Emden

Matthias Biskupek, Farbenblond, Zeichnungen von Kay Voigtmann, 2007

- Universitätsbibliothek Frankfurt/M.
- Niedersächsische Landesbibliothek Hannover
- Universitätsbibliothek Jena
- Gutenberg-Museum Mainz
- Deutsches Literaturarchiv Marbach
- Bayerische Staatsbibliothek München
- Institut für moderne Kunst Nürnberg
- Germanisches Nationalmuseum Nürnberg
- Klingspor Museums der Stadt Offenbach
- Herzogin Anna Amalia Bibliothek Weimar
- Herzog August Bibliothek Wolfenbüttel

- Albertina Wien
- Bibliothek nationale Paris

- Museum for Modern Art New York
- Getty Center, Santa Monica
- Columbia College Chicago Center for Book & Paper Art
- Victoria & Albert Museum London
- Museum van het boek Den Haag
- Bibliothéque nationale de Luxembourg
- Tokio Print Museum